# Voldemārs Lūsis
Voldemārs Lūsis (ur. 7 grudnia 1974 w Rydze) – łotewski lekkoatleta specjalizujący się w rzucie oszczepem. Syn wybitnego radzieckiego oszczepnika Jānisa Lūsisa.
Największym jego sukcesem – na arenie międzynarodowej – było zajęcie 11. miejsca na mistrzostwach świata w 2001 w Edmonton. Dwukrotny olimpijczyk: Sydney 2000 i Ateny 2004. Rekordzista Łotwy w rzucie oszczepem. Rekord życiowy: 84,19 (12 czerwca 2003, Ryga).